# Бургос (Италия)
 Тази статия е за селото в Сардиния.  За испанския град вижте Бургос.  
Бу̀ргос (на италиански: Burgos; на сардински: Su Burgu, Су Бургу) е село и община в Южна Италия, провинция Сасари, автономен регион и остров Сардиния. Разположено е на 575 m надморска височина. Населението на общината е 958 души (към 2010 г.).